# Pedicularis lanceolata
Pedicularis lanceolata är en snyltrotsväxtart som beskrevs av André Michaux. Pedicularis lanceolata ingår i släktet spiror, och familjen snyltrotsväxter. Inga underarter finns listade i Catalogue of Life.